# Черненко Дмитро Олексійович
Дмитро Олексійович Черненко (нар. 28 грудня 1944, місто Миколаїв, тепер Миколаївської області) — український діяч, підприємець, голова правління «Кременчуцького сталеливарного заводу», міністр машинобудування, військово-промислового комплексу і конверсії України. Член Ревізійної Комісії КП України в 1981—1986 роках. Академік Академії інженерних наук України (АІНУ) (1992), віце-президент АІНУ. 

## Біографія
У 1962—1968 рр. — студент Миколаївського суднобудівного інституту. Здобув спеціальність інженера-механіка суднових силових установок. Член КПРС.
Працював на Миколаївському суднобудівному заводі імені 61 комунара помічником будівельника, будівельником, у 1978—1979 рр. — начальником цеху.
У 1979—1985 рр. — секретар партійного комітету КПУ Миколаївського суднобудівного заводу імені 61 комунара. У 1985—1990 рр. — заступник директора з виробництва Миколаївського суднобудівного заводу імені 61 комунара.
У 1990—1992 рр. — директор Київського суднобудівного заводу «Ленінська кузня». У 1992—1993 рр. — 1-й заступник міністра машинобудування, військово-промислового комплексу і конверсії України.
17 травня 1993 — 6 липня 1994 рр. — міністр машинобудування, військово-промислового комплексу і конверсії України.
У 1995—1996 рр. — директор Миколаївського суднобудівного заводу імені 61 комунара. У 1996—1997 рр. — директор Науково-виробничої фірми «Суднопромекспорт».
З 1997 року — генеральний директор Відкритого акціонерного товариства (ВАТ) Київського центрального конструкторського бюро «Шхуна». Був членом Народного Руху України.
У 2000—2001 рр. — радник урядового секретаря Кабінету міністрів України.
У 2006—2015 рр. — голова правління ВАТ «Кременчуцький сталеливарний завод» Полтавської області.
Працював на громадських засадах помічником народного депутата України 4-го скликання Володимира Матвєєва, народного депутата України 5-го скликання Дмитра Сандлера, народного депутата України 6-го скликання Володимира Матвєєва.

## Нагороди
- орден Трудового Червоного Прапора (1985)
- орден Дружби народів (1981)
- медалі